# Albanie du Caucase
Ne doit pas être confondu avec Albanie.
IVe siècle av. J.-C. – IXe siècle
Entités précédentes :
- Empire achéménide

Entités suivantes :
- Siounie occidentale

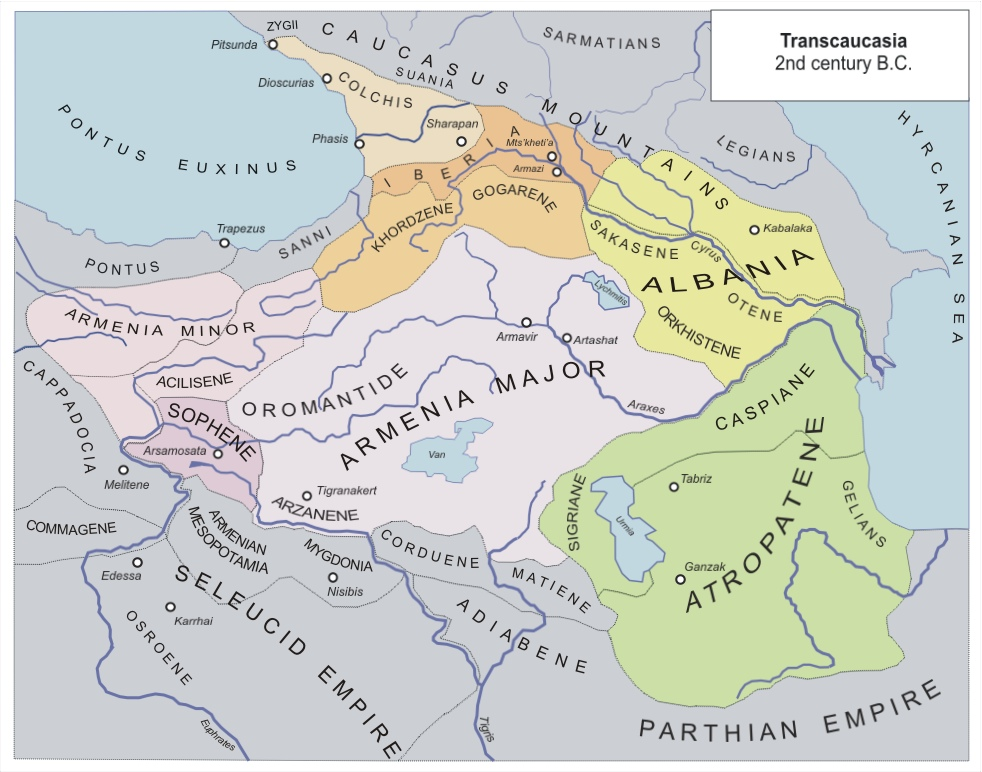
Transcaucasie vers 150

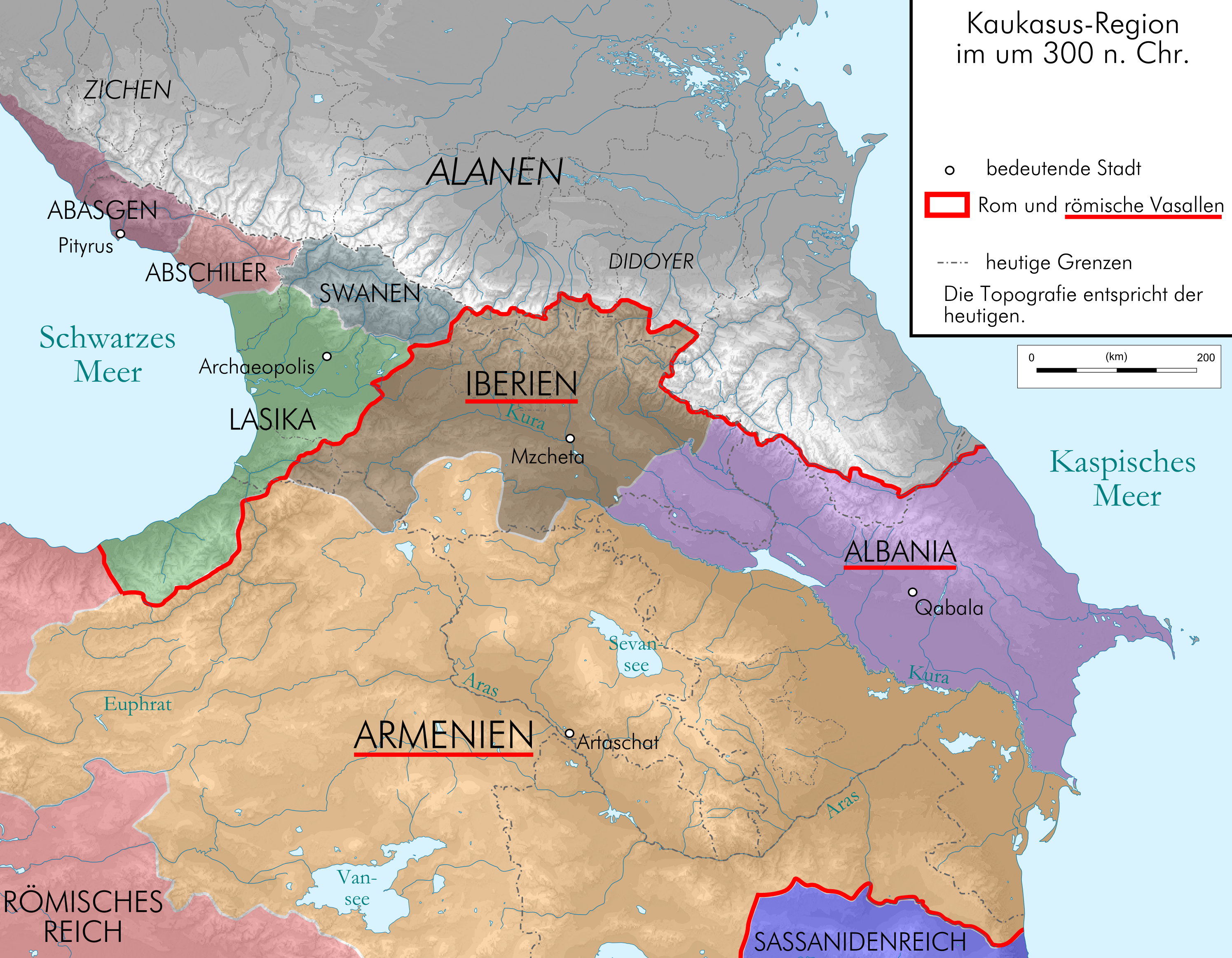
Caucase vers 300

Carte du Caucase vers 740

L'Albanie du Caucase, appelée aussi Aghouanie ou Albanétie (en grec Ἀλβανία, Albania ; en azéri : Albaniya ; en arménien : Աղվանք, Aghvank ; en géorgien : ალვანია, Alvania), est un royaume antique de l'est du Caucase du Sud.
Elle a constitué une chrétienté autonome, avec sa langue qui, à la différence de l'arménien et du géorgien, a complètement disparu pour ne sortir de l'oubli qu'au XXe siècle.

## Dénomination
Le nom « Albanie » en latin signifie « terres blanches », en référence à ses montagnes enneigées.

## Géographie
Après son unification vers la fin du IIe siècle av. J.-C., elle est délimitée par la Caspienne à l'est, le cours inférieur de l'Araxe et le fleuve Koura au sud, selon Strabon (Géographie 11.14.5)[réf. incomplète], sur des territoires correspondant à des parties des actuelles républiques d'Azerbaïdjan, de Géorgie et au sud du Daghestan.

## Population antique
Aran est l'ancêtre légendaire et éponyme des Albaniens (Aghvan). L'Albanie du Caucase est alors peuplée par des peuples ibéro-caucasiens, qui sont la population indigène du Daguestan et de l'Azerbaïdjan. Les Mannéens forment un des États parmi les plus anciens de la région, ayant ses limites sur le fleuve Koura vers 800 av. J.‑C. Ils sont des rivaux de l'Urartu et de l'Assyrie, mais ils sont plus tard tombés sous le joug de l'Urartu, jusqu'à être détruits et assimilés par les Mèdes sous Cyaxare en 616 av. J.-C. 
Le royaume d'Albanie du Caucase est fondé à la fin du IVe siècle av. J.-C. ou au début du IIIe siècle av. J.-C. La capitale initiale du royaume est Kabalaka (appelée également Chabala, Tabala, Kapalak, aujourd'hui Gabala). Plus tard, la capitale est déplacée vers le sud à Partaw (Partav ; aujourd'hui Barda).

## Dans l'historiographie azerbaïdjanaise
L'histoire de l'Albanie du Caucase est un sujet majeur des théories révisionnistes azerbaïdjanaises, qui font l'objet de critiques dans les cercles universitaires et analytiques occidentaux et russes, et ont souvent été qualifiées de « bizarres » et « futiles »,. Dans son article « Le mythe albanais », l'historien et anthropologue russe Victor Schnirelmann déclare que les universitaires azerbaïdjanais ont « renommé d'éminents dirigeants politiques, historiens et écrivains arméniens médiévaux, qui vivaient au Haut-Karabagh et en Arménie en « Albanais » » . Il soutient que ces efforts ont été lancés pour la première fois dans les années 1950 et visent à « arracher la population du Haut-Karabagh médiéval de son héritage arménien » et à « nettoyer l'Azerbaïdjan de l'histoire arménienne ». À cet égard, Thomas de Waal, chercheur au Carnegie Endowment for International Peace, écrit sur le contexte politique du révisionnisme historique de l'Azerbaïdjan que « cet argument plutôt bizarre a pour sous-texte politique fort que le Haut-Karabagh était en fait Albanais du Caucase et donc que les Arméniens n'y ont aucun droit », ceci dans un contexte de conflit entre l'Arménie et l'Azerbaïdjan. Schnirelmann déclare qu'une des principales méthodes révisionnistes utilisées par les universitaires azerbaïdjanais est « la republication de sources anciennes et médiévales, où le terme « État arménien » est systématiquement supprimé et remplacé par « État albanais » ». L'auteur américain George Bournoutian donne des exemples de la façon dont cela a été fait par l'historien azerbaïdjanais Ziya Bunyadov. Thomas de Waal qualifie les références académiques de ce même auteur de « douteuses ». Il s'est avéré pas la suite que ses deux articles publiés en 1960 et 1965 sur l'Albanie du Caucase étaient du plagiat direct. Sous son propre nom, Bunyadov a simplement publié, sans attribution, les traductions de deux articles, écrits en anglais par les historiens C.F.J. Dowsett et Robert Hewsen. Ce dernier faisant autorité dans le domaine de l'histoire du Caucase du Sud a écrit dans son volume Armenia : A Historical Atlas :
« Les chercheurs doivent être sur leurs gardes lorsqu'ils utilisent des éditions azéries soviétiques et post-soviétiques de sources azéries, persanes et même russes et d'Europe occidentale imprimées à Bakou. Celles-ci ont été modifiés pour supprimer les références aux Arméniens et ont été distribués en grand nombre ces dernières années. Lors de l'utilisation de ces sources, les chercheurs devraient rechercher autant que possible les éditions pré-soviétiques »[réf. incomplète],.
Selon de Waal, une disciple de Bunyadov, Farida Mammadova, a « pris la théorie albanaise et l'a utilisée pour pousser complètement les Arméniens hors du Caucase. Elle a déplacé l'Albanie du Caucase dans ce qui est maintenant la république d'Arménie. Toutes ces terres, ces églises , et les monastères de la république d'Arménie - tous sont albanais. Aucun fait sacré arménien n'a été laissé sans attaque » . De Waal décrit Mammadova comme une version sophistiquée de ce qui « en Azerbaïdjan est devenu un instrument très affuté». Ziya Bunyadov et Farida Mammadova sont tous deux connus pour leurs déclarations publiques et leurs pamphlets anti-arméniens.
Le révisionnisme historique en Azerbaïdjan soutient un certain nombre de politiques sur le terrain, y compris le génocide culturel dirigé contre les monuments arméniens en Azerbaïdjan soviétique et post-soviétique. Avant et après l'indépendance de l'Azerbaïdjan en 1991, les pierres-croix commémoratives arméniennes, connues sous le nom de khachkars, érigées sur le territoire de l'Azerbaïdjan sont régulièrement présentées à tort comme étant l'œuvre des Albanais du Caucase. Cette caractérisation erronée et les destructions associées contre les monuments historiques arméniens concernant également l'exclave azerbaïdjanaise du Nakhitchevan. Le cas le plus emblématique, ayant donné lieu à des protestions internationales, est la destruction totale dans les années 2000 du cimetière arménien médiéval de Djoulfa qui comptaient des milliers de khachkars. Les premières accusations des Arméniens selon lesquelles l'Azerbaïdjan entreprenait une campagne systématique de destruction et de disparition de ces sculptures datent de la fin de 1998 ; elles sont renouvelées en 2002 et 2005. Adam T. Smith, anthropologue à l'université de Chicago, a qualifié la démolition des khatchkars d' « épisode honteux dans la relation de l'humanité à son passé, un acte déplorable de la part du gouvernement azerbaïdjanais qui nécessite à la fois une explication et réparation ». Smith et d'autres universitaires, ainsi que plusieurs sénateurs américains, signent une lettre à l'UNESCO et à d'autres organisations condamnant le gouvernement azerbaïdjanais. L'Azerbaïdjan soutient que les monuments n'étaient pas d'origine arménienne, mais d'origine albanaise du Caucase, ce qui, d'après Thomas De Waal, n'a pas suffi à protéger le cimetière.
Le génocide culturel anti-arménien en Azerbaïdjan perpétré avec justification par des théories révisionnistes sur l'Albanie du Caucase est également à l'œuvre dans le nord de l'Azerbaïdjan, où des archéologues norvégiens impliqués dans la restauration d'une église arméno-géorgienne dans le village de Kish près de la ville de Chaki, y ont été confrontés. Les Azerbaïdjanais ont effacé les inscriptions arméniennes présentes sur les murs de l'église, ce qui a conduit à une plainte officielle du ministère norvégien des Affaires étrangères.